# Kurzelów

dawny herb miasta Kurzelów

Kurzelów – wieś sołecka w Polsce, położona w województwie świętokrzyskim, w powiecie włoszczowskim, w gminie Włoszczowa. Dawniej miasto; uzyskał lokację miejską w 1285 roku, a utracił w 1869 roku.  W drugiej połowie XVI wieku jako prywatne miasto duchowne położone było w powiecie chęcińskim województwa sandomierskiego. Do 1954 siedziba gminy Kurzelów. W latach 1954–1972 wieś należała i była siedzibą władz gromady Kurzelów. W latach 1975–1998 Kurzelów administracyjnie należał do województwa kieleckiego.
Przez miejscowość przepływa Kurzelówka, struga w dorzeczu Pilicy. W bezpośrednim sąsiedztwie miejscowości znajduje się rezerwat przyrody Ługi.

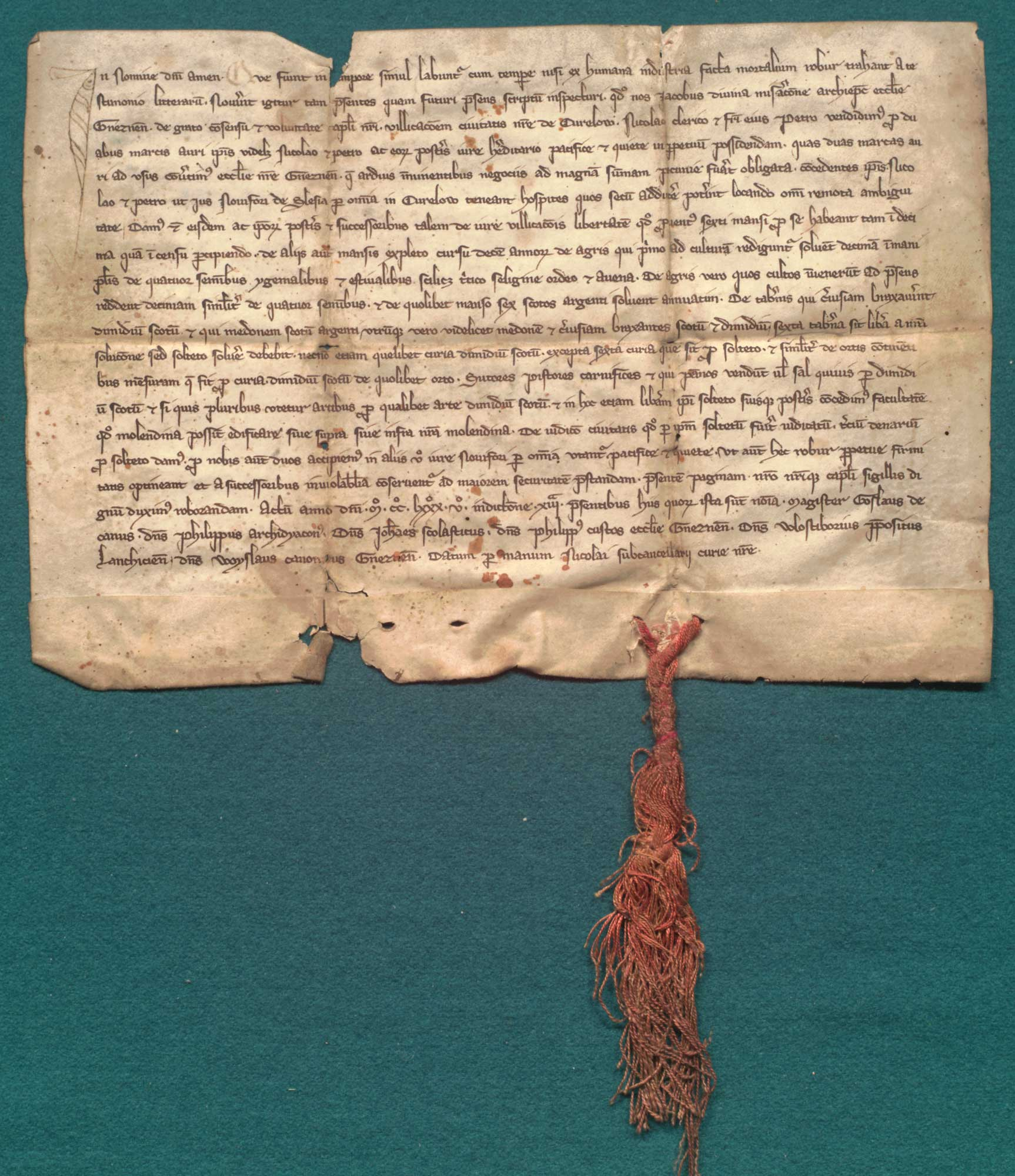
Jakub Świnka, arcybiskup gnieźnieński, powierza klerykowi Mikołajowi i bratu jego Piotrowi osadzenie miasta Kurzelowa na prawie średzkim, 1285

| Integralne części wsi Kurzelów | Integralne części wsi Kurzelów | Integralne części wsi Kurzelów |
| SIMC                           | Nazwa                          | Rodzaj                         |
| ------------------------------ | ------------------------------ | ------------------------------ |
| 0278184                        | Dziekarnia                     | części wsi                     |
| 0278250                        | Laski                          | przysiółek                     |
| 0278190                        | Niedźwiadek                    | przysiółek                     |
| 0278209                        | Piaski                         | części wsi                     |
| 0278215                        | Piątkowisko                    | części wsi                     |
| 0278221                        | Rynek                          | części wsi                     |
| 0278238                        | Za Górą                        | części wsi                     |
| 0278244                        | Za Przeczkami                  | części wsi                     |

## Historia
Kurzelów to starożytne centrum życia kościelnego, już na przełomie XI i XII wieku stanowiło własność arcybiskupów gnieźnieńskich, którzy przy pierwszym podziale diecezji, umieścili tu jeden z pięciu archidiakonatów na jakie rozdzielili podwładny im obszar.

### XII – XVII wiek
Kościół pierwotny wystawiono pod wezwaniem św. Wojciecha. Stracił on z czasem znaczenie, co wiąże się to zapewne wraz z osadzeniem na prawie niemieckim miasta, co miało miejsce w r. 1285 z nadania arcybiskupa Jakuba Świnki.
Powstała wówczas kolegiata z kościołem pod wezwaniem Najświętszej Panny Maryi, złożona z czterech prelatur i sześciu kanonii. Wobec braku uposażenia Jarosław z Bogorii i Skotnik, arcybiskup zredukował kanonie do liczby trzech. On też wystawił kościół murowany, sklepiony, kryty dachówką.
W 1254 r. odbyła się tu, według rocznika wielkopolskiego, konsekracja Bogufała „de Cirnelin” na biskupa poznańskiego dokonana przez Fulkona arcybiskupa gnieźnieńskiego, choć tenże sam Rocznik podaje pod rokiem 1255 jakoby ta konsekracja odbyła się w Lądzie (Mon. Pol., III, 23). Leonard diakon kurzelowski występuje w dokumencie z r. 1260. Archidiakon i kanonicy kurzelowscy w dok. z 1055 r. Akt z r. 1357 wymienia kolegiatę kurzelowską, obok łęczyckiej, rudzkiej i uniejowskiej. Sam Kurzelów nazwany jest tam: „cmtas cum foro”.
Kurzelów dawał arcybiskupom dziesiątą część opłat celnych. Przy mieście był folwark (allodium) arcybiskupi nazywany Modrzew. Pirec pleban, prokurator arcybiskupi występuje w dokumencie z r. 1358 (Kodeks Wielkopolski, nr. 1329. 1354, 1392).
W r. 1385 bawił tu arcybiskup Bodzanta stąd datując swe rozporządzenie (Kodeks małopolski, t.III s.122 s.362). W 1439 odnowiono przywilej lokacyjny. Szczegółowy opis uposażenia kolegiaty podaje Liber Beneficiorum Łaskiego (t.I s.545–558).
W roku 1540 miasto należące do dóbr stołowych arcybiskupa gnieźnieńskiego wraz ze wsiami: Konieczno, Denków, Motyczno, Międzylesie, Komparzów, Modrzewie i Gośięcin, ocenione było na 3300 grzywien. Wówczas w mieście było 85 domów dających po 1 grzywnie czynszu. Mieszczanie mieli role różnych rozmiarów. Trzy jatki dawały po 2 kamienie łoju. Czynsz z miasta wynosił grzywien 24 i 5 groszy ponadto dochody z łoju, z dwu młynów i targowego. Folwark dobry, łąk obfitość, lasy i pasieki. Kopalnia i kuźnica żelazna dawała 1½ grzywny i 60 żelaz do pługów (lemieszy). Młyn około 60 korcy słodu. Wójtostwo dające 6 grzywny należało do wikariuszów kurzelowskich, a archidiakon miał jatkę, pobierał czynsz od 7 mieszczan, młynu i stawu. W r. 1573 miasto płaciło szosu 19 florenów i 6 groszy. Od trzech kupców pobierano groszy 18. Rządca dworski alias starosta za dziesięcinę płacił 2 floreny i 25 groszy. Od młyna pobierano groszy 12, od dwóch bań gorzał 2 floreny 13 groszy. Czopowe za rok wynosiło 25 florenów.
Zniszczone w czasie potopu szwedzkiego miasto podupadło.

#### Edukacja
W Kurzelowie znajdowała się szkoła parafialna. W wyniku reorganizacji kolegiaty przez arcybiskupa Jarosława Bogorię Skotnickiego, szkoła parafialna została 24 października 1369 przekształcona w szkołę kolegiacką. W roku 1521 wdowa Grabowska zapisała datek na szkołę w postaci dziesięciny snopowej ze wsi Zakrzewa. W roku 1654 Marcin Piegłoński (lub Piegłowski) przeznaczył na szkołę 9000 złotych na dobrach Czuszów i Czuszówek. W roku 1651 Jan Brożek uczynił zapis fundacyjny, w którym przekazał szkołę bezpośrednio pod opiekę Kolegium Większego, co oznaczało formalne przekształcenie szkoły w kolonię akademicką Akademii Krakowskiej.

#### Szlaki handlowe
Na przełomie XIV i XV wieku przez Kurzelów przebiegały co najmniej trzy szlaki handlowe: szlak Węgry-Prusy, szlak Kraków-Wielkopolska oraz szlak Kraków-porty morskie-Flandria.

##### Droga do Torunia (Droga królewska, Droga pruska, Droga węgiersko-pruska)
W XIV wieku przez Kurzelów przebiegała tzw. droga do Torunia (droga królewska, droga pruska, droga węgiersko-pruska), był to jeden z głównych szlaków łączących Kraków z północą Polski. W czasach Kazimierza Wielkiego oraz Władysława Jagiełły wspomniana droga przebiegał przez Miechów, Kurzelów, Przedbórz (tam przekraczano Pilicę), Piotrków, Łęczycę, Przedecz i Brześć Kujawski ku Toruniowi. Przedłużeniem tego szlaku była droga wodna z Torunia do Gdańska. W Krakowie droga pruska łączyła się ze szlakiem z Węgier, razem stanowiąc główną arterię komunikacyjną pomiędzy południowymi prowincjami Polski, Węgrami, a Gdańskiem, i dalej ku Europie zachodniej jako morski szlak handlowy do Flandrii i Anglii. Dokumenty z XVI wieku również potwierdzają istnienie drogi prusko-węgierskiej przez Kurzelów.

##### Droga do Wielkopolski (Droga wielka)
W XIV wieku istniała droga do Wielkopolski, która przebiegała z Krakowa do Łęczycy tak samo jako droga pruska (czyli przez Miechów, Kurzelów, Piotrków). W Łęczycy odchodząc od drogi pruskiej do Konina, następnie przez Pyzdry do Poznania. Dokumenty z XVI wieku również wspominają o tej drodze.

##### Droga nowa flandryjska
W końcu XIV wieku istniała droga zwana w Krakowie "Nową drogą flandryjską", która z Krakowa przebiegała początkowo razem z drogą pruską (Miechów, Kurzelów, Piotrków). W Piotrkowie prawdopodobnie odłączała się od drogi pruskiej przechodząc przez Sieradz, Konin, Pyzdry, Poznań do portów morskich: Szczecina, Stralsandu i Greiswaldu.

### XVIII – XIX wiek
W roku 1719 wokół kaplicy św. Anny utworzono cmentarz.
W wyniku III rozbioru Polski w 1795 roku Kurzelów znalazł się pod zaborem austriackim. W 1809 roku Kurzelów został włączony do Księstwa Warszawskiego, a w 1815 roku do Królestwa Polskiego (kongresowego).
Mieszkańcy Kurzelowa licznie uczestniczyli w powstaniu styczniowym. Na miejscowym cmentarzu znajdują się dwie mogiły żołnierzy -mieszkańców Kurzelowa, poległych w walkach w okolicach Małogoszcza (24 II 1863 r.) oraz w bitwie w okolicach wsi Ewelinów (26 II 1863). Na pierwszej mogile znajduje się napis: "ŚP. Zbiorowa mogiła 43 żołnierzy powstania styczniowego poległych 24 II 1863 r. w bitwie w okolicach Małogoszcza pod dowództwem generała Mariana Langiewicza mieszkańców Kurzelowa. Związek Kombatantów RBiBWP we Włoszczowie." Na drugiej mogile umieszczono napis "Zbiorowa mogiła 17 żołnierzy powstania styczniowego poległych 26 II 1863 r. w bitwie w okolicach wsi Ewelinów gm. Oleszno pod dowództwem generała Mariana Langiewicza mieszkańców Kurzelowa. Związek Kombatantów RBiBWP we Włoszczowie. Czerwiec 1993 r.".
W wyniku nowego podziału administracyjnego od 1 stycznia 1867, Kurzelów znajdował się w Guberni kieleckiej i powiecie włoszczowski.
Udział mieszkańców Kurzelowa w powstaniu styczniowym przyczynił się do utraty praw miejskich, które to prawa Kurzelów utracił w 1869 na skutek przeprowadzonej w zaborze rosyjskim reformy administracyjnej.

### XX – XXI wiek
Według spisu powszechnego z 1921 w osiedlu miejskim Kurzelów istniało 231 domów, a liczba ludności wynosiła 1616 (mężczyzn 759, kobiet 857), narodowość polską podało 1607 osób, narodowości żydowskiej było 9 osób. Wyznania rzymskokatolickiego było 1425 mieszkańców, wyznania mojżeszowego 191. Oddzielnie podano dane statystyczne odnoszące się do folwarku Kurzelów. W folwarku Kurzelów znajdowały się 2 domy, które w sumie zamieszkiwało 36 osób (mężczyźni: 23, kobiety: 13), wszyscy mieszkańcy folwarku byli narodowości polskie i wyznania rzymskokatolickiego. 

W marcu 1943 roku doszło w miejscowości do zasadzki oddziału Narodowych Sił Zbrojnych na oddział Gwardii Ludowej pod dowództwem Stanisława Olczyka ps. „Garbaty”. W pierwszej połowie 1943 roku oddział GL rozbił w Kurzelowie urząd gminny i mleczarnię. W kwietniu 1944 r. ten sam oddział zaatakował w okolicznych lasach strażników leśnych nadzorujących dla Niemców wywóz drzewa. Zginęło siedmiu strażników.

## Osoby związane z Kurzelowem

### Uczeni
- Jan Brożek  – reprezentant szkoły kurzelowskiej, rektor Akademii Krakowskiej, astronom, matematyk, lekarz
- Paweł Herka  – reprezentant szkoły kurzelowskiej, rektor Akademii Krakowskiej, matematyk, teolog
- Jan Muscenius  – reprezentant szkoły kurzelowskiej, rektor Akademii Krakowskiej, matematyk, astronom
- Mikołaj Brożek  – reprezentant szkoły kurzelowskiej, profesor Akademii Krakowskiej, geodeta, astronom[22]
- Maciej Kwaśniewicz  – reprezentant szkoły kurzelowskiej, profesor Akademii Krakowskiej, teolog
- Stanisław Jakobczyk – reprezentant szkoły kurzelowskiej, profesor Akademii Krakowskiej, matematyk, astronom
- Wawrzyniec Jakobczyk – reprezentant szkoły kurzelowskiej, profesor Akademii Krakowskiej, lekarz[23]

### Inni
- Jan Kijanowicz Rossowski z Kurzelowa – burmistrz mielecki, właściciel browaru, bakałarz artium (1595-1602), zm. 1602[24]
- Jan Rossowski z Kurzelowa - drukarz w Poznaniu i Warszawie, typograf króla Zygmunta III Wazy
- Józef Wcisłowicz (1889–1978), rotmistrz Wojska Polskiego, kawaler Orderu Virtuti Militari

## Zabytki
Obiekty wpisane do rejestru zabytków
- Kolegiata Wniebowzięcia Najświętszej Maryi Panny w Kurzelowie z 1360. Gotycka budowla ze sklepieniem wspartym na jednym filarze. Wewnątrz znajduje się gotycka chrzcielnica z 1414, a obok kościoła drewniana dzwonnica z przełomu XVII i XVIII w.
- Drewniana kaplica cmentarna św. Anny z XVII w.[25]

## Kultura
- Dom Kultury Włoszczowa Filia w Kurzelowie
- Orkiestra Dęta Ochotniczej Straży Pożarnej w Kurzelowie

## Kurzelów i kurzelowici w sztuce i literaturze
- „Trzy panny z Kurzelowa: opowieści świętokrzyskie”[26] – legenda o czasach Władysława Jagiełły, autor: Stanisław Noyszewski-Piołun, Warszawa 1934 – miejscem akcji jest Kurzelów
- „Bunt żaków” – pierwsza polska powojenna opera, autor: Tadeusz Szeligowski – jedną z postaci jest Tomasz Kurzelowita, burmistrz krakowski

## Infrastruktura i transport

### Transport drogowy
Przez Kurzelów przebiega droga wojewódzka:
- Włoszczowa  – Ciężkowice